# Nedderton
Nedderton – wieś w Anglii, w hrabstwie Northumberland. Leży 18 km na północ od miasta Newcastle upon Tyne i 414 km na północ od Londynu.